# Festival de Cinema do Brooklyn
O Festival de Cinema do Brooklyn (em inglês:  Brooklyn Film Festival, BFF), antes de 2011 chamado de Festival Internacional de Cinema do Brooklyn (em inglês:  Brooklyn International Film Festival, BiFF), é um festival de cinema independente realizado todo mês de junho na cidade de Nova York. O festival é organizado pela Brooklyn Film Society, uma organização sem fins lucrativos isenta de impostos 501(c)(3).
Fundado por Marco Ursino, Susan Mackell, Abe Schrager e Mario Pegoraro em 1998, sua missão é “descobrir, expor e promover cineastas independentes, ao mesmo tempo em que atrai a atenção mundial para o Brooklyn como um centro de cinema". Está sediado na South 4th Street, no bairro de Williamsburg. A BFF também supervisiona o KidsFilmFest anual, um programa que atende crianças e famílias.
Muitos dos filmes premiados do Festival de Cinema do Brooklyn foram lançados nos cinemas, transmitidos nacionalmente nos Estados Unidos pela PBS e HBO, e indicados e premiados no Óscar britânico e americano.

## Local
Em 2009, o festival aconteceu no Brooklyn Heights Cinema, na Henry Street, em Brooklyn Heights, onde duas salas de exibição funcionavam lado a lado, exibindo 81 programas de filmes de duas horas. Festas noturnas de networking aconteceram em vários locais em DUMBO, Brooklyn. Anteriormente, o festival foi realizado no Brooklyn Lyceum, na Brooklyn Academy of Music (BAM), no Brooklyn Museum, no Steiner Studios, na Brooklyn Public Library e na Brooklyn Historical Society.

## Entradas
Cerca de metade dos filmes enviados e exibidos são de cineastas norte-americanos, enquanto aproximadamente 20% são europeus. Os 30% restantes vêm de outras partes do globo. Em 2009, o festival recebeu 2.780 filmes de 110 países para consideração.
A BFF premia cineastas com mais de US$ 80.000 em prêmios em dinheiro, serviços cinematográficos e produtos. Aceita cerca de 25 longas-metragens narrativos, 30 documentários, 45 curtas-metragens, 20 filmes experimentais e 30 obras de animação. Mais de 30 avaliadores ajudam a BFF a analisar as inscrições, e há 25 jurados (cinco por categoria).
A taxa para inscrição de filmes antes de 30 de novembro é de US$ 30, após esse dia a taxa sobe para US$ 50. Ex-cineastas estão isentos do pagamento dessas taxas. A taxa também é dispensada em vários outros casos. A acomodação para os cineastas participantes é fornecida por um patrocinador do festival, o Hotel Chandler, em Manhattan.

## Vencedores
O prêmio mais prestigiado concedido no BFF é o Grande Camaleão para o melhor filme.

### 2023
- Competição Principal
  - Prêmio Grande Camaleão:
  - Melhor Filme Narrativo:
  - Melhor Documentário:
  - Melhor Curta-Metragem Narrativa:
  - Melhor Animação:
  - Melhor Experimental:
  - Melhor Novo Diretor:
- Prêmios Espírito
  - Narrativa em destaque:
  - Documentário:
  - Narrativa curta:
  - Experimental:
  - Animação:
- Prêmios do Público
  - Narrativa em destaque:
  - Documentário:
  - Narrativa curta:
  - Experimental:
  - Animação:
- Certificados de Realização Excepcional
  - Roteiro:
  - Produtor: Apollo Bakopoulos (Aligned)
  - Cinematografia:
  - Edição:
  - Trilha sonora original:
  - Atriz:
  - Ator:

### 2018
- Competição Principal
  - Prêmio Grande Camaleão:
  - Melhor Filme Narrativo:
  - Melhor Documentário:
  - Melhor Curta-Metragem Narrativa:
  - Melhor Animação:
  - Melhor Experimental:
  - Melhor Novo Diretor:
- Prêmios Espírito
  - Narrativa em destaque:
  - Documentário:
  - Narrativa curta:
  - Experimental:
  - Animação:
- Prêmios do Público
  - Narrativa em destaque:
  - Documentário:
  - Narrativa curta:
  - Experimental:
  - Animação: Hi-Five the Cactus (Christopher Thomas)
- Certificados de Realização Excepcional
  - Roteiro:
  - Produtor:
  - Cinematografia:
  - Edição:
  - Trilha sonora original:
  - Atriz:
  - Ator:

### 2011
- Competição Principal
  - Prêmio Grande Camaleão: Batalha pelo Brooklyn (Suki Hawley e Michael Galinsky)
  - Melhor longa narrativo: W. Zappatore (Massimiliano Verdesca)
  - Melhor Documentário: Batalha pelo Brooklyn (Suki Hawley e Michael Galinsky)
  - Melhor Curta Narrativo: Rita ( Fabio Grassadonia e Antonio Piazza)
  - Melhor Animação: Um Passeio Matinal (Grant Orchard)
  - Melhor Experimental: Dame Factory (Melanie Abramov)
  - Melhor Diretor Revelação: Sibéria Monamour (Slava Ross)
- Prêmios Spirit
  - Narrativa em Destaque: Amy George (Yonah Lewis e Calvin Thomas)
  - Documentário: Scrapper (Stephan Wassmann)
  - Narrativa curta: Gowanus 83 (Michael Wood)
  - Experimental: Estar em Mim (Marina Mello)
  - Animação: Amar (Isabel Herguera)
- Prêmios do Público
  - Narrativa em Destaque: David (Joel Fendelman)
  - Documentário: Bed Stuy Do or Die (Daniel Bishop)
  - Narrativa curta: Lágrima (Damian John Harper)
  - Experimental: Pose (Ivaylo Getov)
  - Animação: Falling Up (Djuna Wahlrab)
- Certificados de Realização Excepcional
  - Roteiro: Anna Kerrigan (Five Days Gone)
  - Produtor: S. Schaefer, D. Crespo, C. Silber (Meu Último Dia Sem Você)
  - Cinematografia: Magela Crosignani (Mary Marie)
  - Edição: Takashi Doscher (Neve no Penhasco)
  - Trilha sonora original: Fall On Your Sword (Aardvark)
  - Atriz: Marielena Logsdon (Babyland) e Sandra Milo (W. Zappatore)
  - Ator: Rasselas Lakew (O Atleta)

### 2010
- Competição Principal
  - Prêmio Grande Camaleão: O Filme Minutemen (Corey Wascinski)
  - Melhor Filme Narrativo: Gabi no Telhado em Julho (Lawrence Michael Levinea)
  - Melhor Documentário: The Minutemen Movie (Corey Wascinski)
  - Melhor Curta Narrativa: Naissances (Anne Émond)
  - Melhor Animação: Sputnik 5 (Susanna Nicchiarelli)
  - Melhor Experimental: Necessary Games (Sophie Hyde)
  - Melhor Diretor Revelação: Dia Ruim para Pescar (Alvaro Brechner)
- Prêmios Espírito
  - Narrativa em Destaque: Verão Chato (Zach Weintraub)
  - Documentário: Canção de Sobrevivência (Yu Guangyi)
  - Narrativa curta: Piloto automático (JB Herndon)
  - Experimental: Lucky Girl (Alexandra Grimanis)
  - Animação: Miramare (Michaela Muller)
- Prêmios do Público
  - Narrativa em Destaque: Colin Hearts Kay (Sebastian Conley)
  - Documentário: Estar no Mundo ( Tao Ruspoli )
  - Narrativa curta: Mosquito (Jeremy Engle)
  - Experimental: Ruído (Esther Löwe)
  - Animação: The Bellies (Philippe Grammaticopoulos)
- Certificados de Realização Excepcional
  - Roteiro: Alli Haapasalo ( On Thin Ice )
  - Produtor: Feliks Pastusiak ( A Casa Sombria )
  - Cinematografia: Zoran Popovic ( Redland )
  - Montagem: Sabastian Conley ( Colin Hearts Kay )
  - Trilha sonora original: Brandon Seabrook ( A Different Bunny )
  - Atriz: Sophia Takal ( Gabi no Telhado em Julho )
  - Ator: Oscar van Rompay ( Win/Win )

### 2009
- Competição Principal
  - Prêmio Grande Camaleão: Breaking Upwards (Daryl Wein)
  - Melhor Filme Narrativo: Breaking Upwards (Daryl Wein)
  - Melhor Documentário: The Hillside Crowd ( Berni Goldblat )
  - Melhor Curta-Metragem: The Chambermaid (Ann Holmgren)
  - Melhor Animação: Passagens ( Marie-Josee Saint-Pierre )
  - Melhor Experimental: Soaring Roaring Diving (Miriam Harris e Juliet Palmer)
  - Melhor Diretor Revelação: Knife Point (Carlo Mirabella-Davis)
- Prêmios Spirit
  - Narrativa de destaque:  de (Tom Schreiber)
  - Documentário: Soldados Sari (Julie Bridgham)
  - Narrativa curta: O jantar (JB Herndon)
  - Experimental: Naiade (Nadia Micault e Lorenzo Nanni)
  - Animação: Trapaceiro (Alexander Pohl)
- Prêmios do Público
  - Narrativa em Destaque: Sea Legs (Craig Butta)
  - Documentário: Between the Folds (Vanessa Gould)
  - Narrativa Curta: Pinchas (Pini Tavger)
  - Experimental: Lótus Voador (Daniel Garcia)
  - Animação: Skhizein (Jeremy Clapin)
- Certificados de Realização Excepcional
  - Roteiro: Vinko Moderndorfer ( Paisagem nº 2 )
  - Produtor: Jim Jermanok e Harry Gregson-Williams ( Em )
  - Fotografia: Steve Asselin ( Borderline )
  - Edição: John Weiner e Danny Kuchuck ( Cryptic )
  - Trilha sonora original: Ben Lovett ( A última canção de ninar )
  - Atriz: Kate Lyn Sheil ( Knife Point )
  - Ator: Joshua Peace ( Você Pode Muito Bem Viver )

### 2008
- Competição Principal
  - Prêmio Grande Camaleão: Fix (Tao Ruspoli)
  - Melhor Filme Narrativo: Fix (Tao Ruspoli)
  - Melhor Documentário (Prêmio Diane Seligman): Carny ( Alison Murray )
  - Melhor Curta: On the Line (Reto Caffi)
  - Melhor Animação: 24 Frames (Brad Pattullo)
  - Melhor Experimental: Aula de Voo (R. Chamecki, P. Harder, A. Lerner)
  - Melhor Diretor Revelação: The Unidentified (Kevan Tucker)
- Prêmios Espírito
  - Narrativa em Destaque: Apollo 54 (Giordano Giulivi)
  - Documentário: ABC Columbia (Enrica Colusso)
  - Narrativa curta: The Line (Kent Basset)
  - Experimental: Caminhada Noturna (Ellen Blom)
  - Animação: Hezurbeltzak, Uma Sepultura Comum (Izibene Onederra)
- Prêmios do Público
  - Narrativa em Destaque: O Coletivo ( Judson Pearce Morgan e Kelly Overton )
  - Documentário: Crawford (David Modigliani)
  - Narrativa curta: Crosse (Liova Jedlicki)
  - Experimental: Máquina com Osso da Sorte (Randall Okita)
  - Animação: A Longa Jornada para Casa (Billie Mintz e Jeffrey Stewart Timmins)
- Certificados de Realização Excepcional
  - Roteiro: Ilmar Raag ( A Classe )
  - Produtor: P. Krik, K. Lang, A. Krepostman ( Able Danger )
  - Cinematografia: Filip Zumbrunn ( Out of Bounds )
  - Montagem: Giordano Giulivi ( Apollo 54 )
  - Trilha sonora original: Bart Westerlaken (Panman, Rhythm of the Palms)
  - Atriz: Marie-Luise Schramm (Nothing Else Matters)
  - Ator: Shawn Andrews (Fix)

### 2006
- Melhor Curta-metragem: Neutral Corner (Emily Greenwood) - um jovem boxeador que chega a uma cidade deserta onde conhece um cachorro, um estranho e uma garçonete misteriosa.

Todo ano, a BFF cria um pacote "O Melhor do Festival" para levar a diferentes locais como uma vitrine do festival. No passado, esses filmes foram exibidos em outras partes do Brooklyn, em Manhattan, bem como no Festival de Cinema de Havana e no Museu de Arte Contemporânea em Roma.

## Equipe do festival
O diretor executivo Marco Ursino está imerso na indústria do entretenimento nos EUA e na Itália há 33 anos. Começando na Itália em 1976, ele apareceu como ator em vários projetos de vídeo para a TV italiana. Ele escreveu vários roteiros, trabalhou em design de produção e produziu documentários e longas-metragens independentes, incluindo o seu próprio, Nuvens de Magalhães, que ele escreveu e dirigiu. Ele é membro do Screen Actors Guild.
O diretor de programação Mario Pegoraro ganhou o prêmio de Melhor Curta-Metragem no Festival de Cinema de Veneza de 1993. Ele também produziu o projeto internacional "Projeto Cidade da Água" em colaboração com arquitetos do mundo todo. Ele se juntou à BFF após uma carreira de sucesso em produção cinematográfica, distribuição e desenvolvimento de novas mídias em 1998.
A diretora de desenvolvimento Susan Mackell tem 19 anos de experiência em relações públicas, trabalhando no programa de RP do American College for the Applied Arts em Londres e Atlanta, na Geórgia. Ela também produziu vários projetos cinematográficos.